# 능창
능창(能昌, ? ? ~ 910)은 후삼국시대(後三國時代)의 서남해안(西南海安)을 장악했던 해상(海上)세력의 수장(首將)이다.

## 생애
능창은 본래 해도(海島) 출신으로, 수전을 잘하는 압해현(壓海縣)의 장수였다. 후백제의 장수라고도 한다. 수전에 능하다 하여 '수달(水獺)'이라는 별명으로도 불렸다.
910년에 후고구려 왕 궁예가 부하인 왕건을 보내어 나주지역을 공략하려 하였다. 이때 왕건은 무주서남지역의 반남현에 이르러 도적(능창)이 있는 곳에 첩자를 풀어 동정을 살폈다. 《고려사》에 따르면 이때에 능창이 계략을 세워서 갈초도(葛草島)의 무리들과 결탁하여 왕건이 오기를 기다렸다가 해치기로 하였다고 한다.
그러나 이를 먼저 감지한 왕건이 부하 장수들에게 명하여 갈초도에 헤엄을 잘치는 병사 10 여명을 보내어 배들을 검문하게 하였다. 이때 작은 배 한척이 잡혔는데, 과연 그 배안에 능창이 숨어 있었다. 결국 능창은 검문에 걸려서 고려군에게 생포당하고 말았다. 능창이 사로잡히면서 나주는 고려군의 수중에 떨어졌다.
능창은 사로잡힌 후에 궁예에게 압송되어 국문을 받았다. 이때 궁예는 능창을 굉장히 증오하여 '해적들의 괴수'라 일컬으며 그 얼굴에 침을 뱉어 모욕을 주었다. 그리고 결국은 참수당하였다.
한편 능창이 정말로 후백제의 장수였는지, 혹은 단순히 해적 두목이나 해상 세력가였는지는 기록상으로 불분명하다. 《고려사》나 《여사제강》 등에서는 능창이 후백제 소속의 장수라고 언급하는 대목이 없고, 다만 해적의 두목이라 기록되어 있기 때문이다.

## 능창이 등장하는 작품
- 《태조 왕건》(KBS, 2000년~2002년, 배우:김시원)